# Чонмё Тэчже

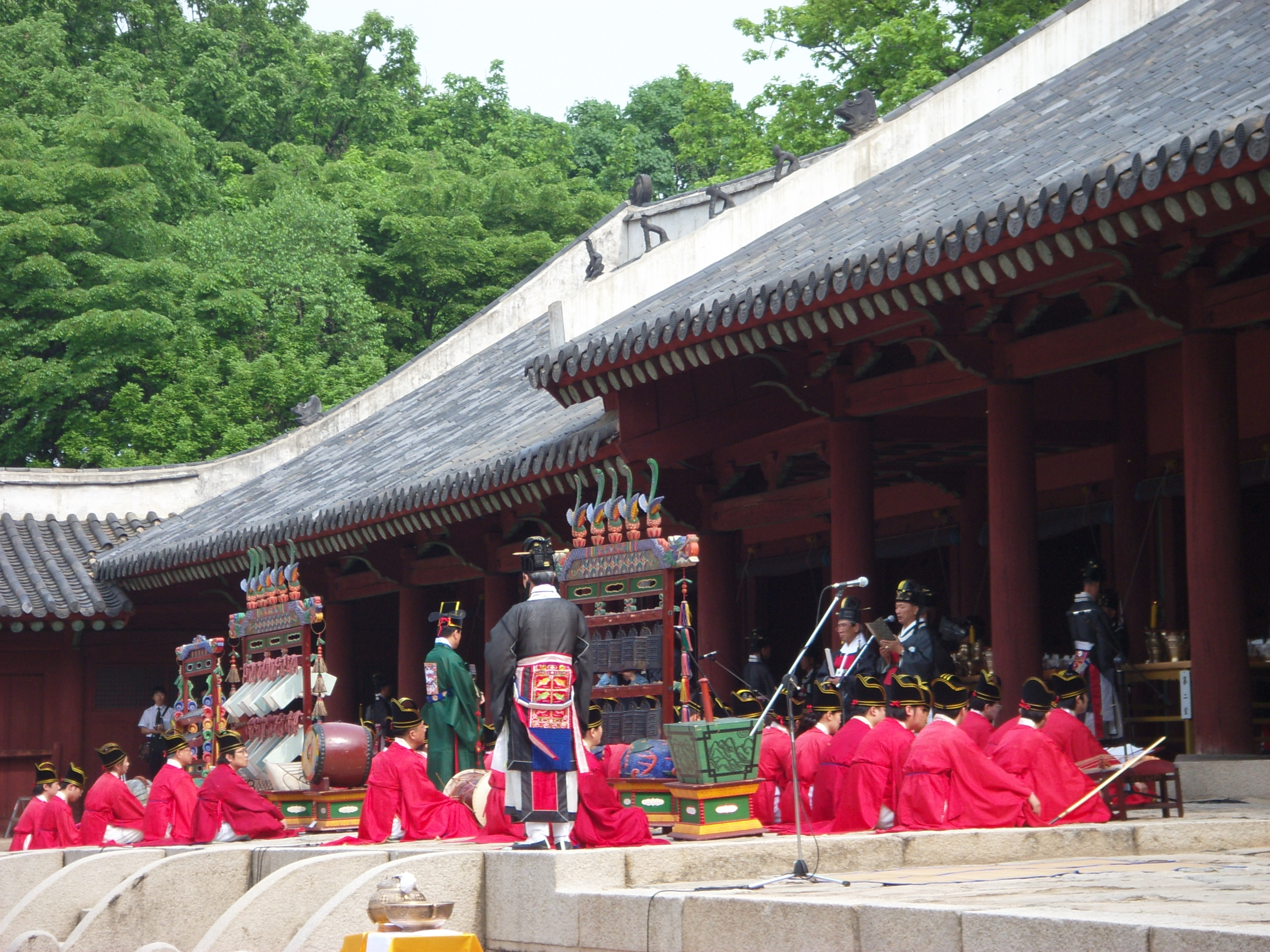

Чонмё Тэчже (кор. 종묘대제?, 宗廟大祭?) — ритуальный обряд, проводимый в храме Чонмё, Сеул, Южная Корея. Его целью является поклонение духам королей и королев Кореи прошлых времён. Ритуал проводится в первое воскресенье мая каждого года, сопровождается национальной музыкой и танцами. В 2001 году сам ритуал и исполняемая во время него музыка были включены в Список нематериального культурного наследия человечества ЮНЕСКО.
Ритуал пришёл в древнюю Корею из Китая. Он начал практиковаться впервые в эпоху Силла, получил распространение в эпоху династии Корё, сохранившись на уровне государственного мероприятия до конца правления династии Чосон. Вместе с поклонением правителям прошлого во время ритуала совершались молитвы к богам земли об обильном урожае, вследствие чего обряд считался самым важным из существовавших. В Китае этот ритуал перестал практиковаться ещё в древние времена, однако в Корее сохранился до сих пор.